# Heterolocha marginaria
Heterolocha marginaria là một loài bướm đêm trong họ Geometridae.